# Caledargiolestes
Caledargiolestes är ett släkte av trollsländor. Caledargiolestes ingår i familjen Megapodagrionidae.
Kladogram enligt Catalogue of Life:
| Caledargiolestes | \| \| Caledargiolestes janiceae \| \| \| \| \| \| Caledargiolestes uniseries \| \| \| \| |
|                  | \| \| Caledargiolestes janiceae \| \| \| \| \| \| Caledargiolestes uniseries \| \| \| \| |
|                  | Caledargiolestes janiceae                                                                |
|                  |                                                                                          |
|                  | Caledargiolestes uniseries                                                               |
|                  |                                                                                          |